# De fem elementen (wu xing)
De fem elementen (五行 pinyin: wǔxíng) är i kinesisk filosofi de fem grundelement varav den synliga verkligheten är uppbyggd: eld (火 huǒ), vatten (水 shuǐ), trä (木 mù), metall (金 jīn) och jord (土 tǔ). Tanken om de fem elementen går tillbaka till Zhoudynastin och blev viktig framför allt inom daoism, medicin och alkemi.
五行 Wú xing har egentligen en betydelse som bättre översätts fem faser (de faser genom vilka materien cirkulerar i sin oändliga cykel genom all materiell substans). Ordet wu betyder fem. Ordet xing betyder som substantiv "passage", "stig", "rutt" och som verb "att åka", "att gå".
Det är en utveckling av yin-yang teorin applicerad på den materiella substansens natur och till de olika relationer som existerar mellan materien i dess olika faser. Dessa fem faser fungerar metaforiskt, och ger bilder som de äldre teoretikerna använde för att organisera sitt tänkande om den fysiska världen.
Observation av årstidernas olika kvaliteter kan ha legat till grund för wu xing.
四时 Sì shí, Fyra årstider, en generell term för vår, sommar, höst och vinter. Varje årstid består av tre månader. Sommarens tredje månad kallas lång-sommar, (sen-sommar). Enligt principen om wu xing är våren - trä, sommaren - eld, sensommaren - jord, hösten - metall och vintern - vatten. I vissa äldre texter anses det i stället att i de fyra årstiderna (sì shí) är varje årstids ”tredje månad” (egentligen 18 dagar) jord.
I traditionell kinesisk medicin anses de fyra årstiderna vara de primära aspekterna av etiologi och patologi. Att förstå årstidernas förändringar och de korrekta användbara metoderna för att justera kroppen därefter blev grundläggande aspekter i medicinsk teori och praktik. Hela det andra kapitlet av Nei Jing ägnas åt detta ämne.
De fem faserna är, liksom yin och yang, kategorier för kvalitet och relation. De äldre kineserna såg fenomen i universum som produkter av rörelse och mutationer av fem aspekter; trä, eld, jord, metall och vatten. Dessa representerar kvaliteter som relaterar till varandra på speciella sätt. Andra grupper av fem fenomen som har liknande kvaliteter och relaterar till varandra på analoga sätt sägs höra till de fem faserna.
Läran om de fem elementen har från Kina spritts även till Japan, Korea och Vietnam. Med kinesiska tecken skrivs elementen 木, 火, 土, 金, 水 (pinyin: mù, huǒ, tǔ, jīn, shǔi).
Den daoistiska metafysiken säger att det ursprungliga Dao skapade Taiji, föreningen mellan yin och yang, som födde de fem elementen som i sin tur födde "de tiotusen tingen", alltså allt i den materiella världen.
De fem elementen är trä, eld, jord, metall och vatten. De sägs "föda" varandra i den ordningen (trä föder eld, eld föder jord, osv) och "förgör" varandra i ordningen trä, jord, vatten, eld och metall (trä förgör jord, jord förgör vatten, osv).
I ett intrikat korrespondenssystem som utvecklades under Handynastin ordnades de flesta företeelser in i grupper om fem vilka korresponderade med de fem elementen. Alltså talas det om "de fem tonerna", "de fem smakerna", "de fem färgerna", "de fem planeterna", et cetera. Med hjälp av korrespondessystemet kunde man sedan inte bara exempelvis ställa medicinska diagnoser och ordinera bot, man kunde också manipulera människor och ting med hjälp av exempelvis musik eller färger.
Tankarna om de fem elementen är idag kinesiskt kulturellt allmängods, och de spelar stor roll inom traditionell kinesisk medicin och geomantik, feng shui, men också inom vissa kampsporter och i kinesisk matlagning.